# تپه گردرویش ۱
تپه گردرویش ۱ مربوط به هزاره اول قبل از میلاد - دوران‌های تاریخی پس از اسلام است و در شهرستان چرداول، روستای زنجیره سفلی واقع شده و این اثر در تاریخ ۹ اردیبهشت ۱۳۸۲ با شمارهٔ ثبت ۸۴۸۳ به‌عنوان یکی از آثار ملی ایران به ثبت رسیده است.